# گرمیسیدین
گرمیسیدین،(به انگلیسی: Gramicidin) که با نام گرمیسیدین D نیز نامیده می‌شود، ترکیبیست از آنتی بیوتیک‌های یون‌بر، گرمیسیدین A و B و C با نسبت درصد در حدود ۸۰٪، ۵٪، و ۱۵٪. هر کدام از این ساختارها دارای دو ایزوفرم پروتئینی است ، بنابراین مخلوط دارای ۶ نوع مختلف مولکول گرمیسیدین است. این ترکیبات می‌توانند از باکتریهای خاک Brevibacillus brevis استخراج شوند. گرمیسیدین‌ها پپتیدهای خطی با ۱۵ اسید آمینه هستند. این ساختار بر خلاف گرامیسیدین S است که یک پپتید حلقوی است. 

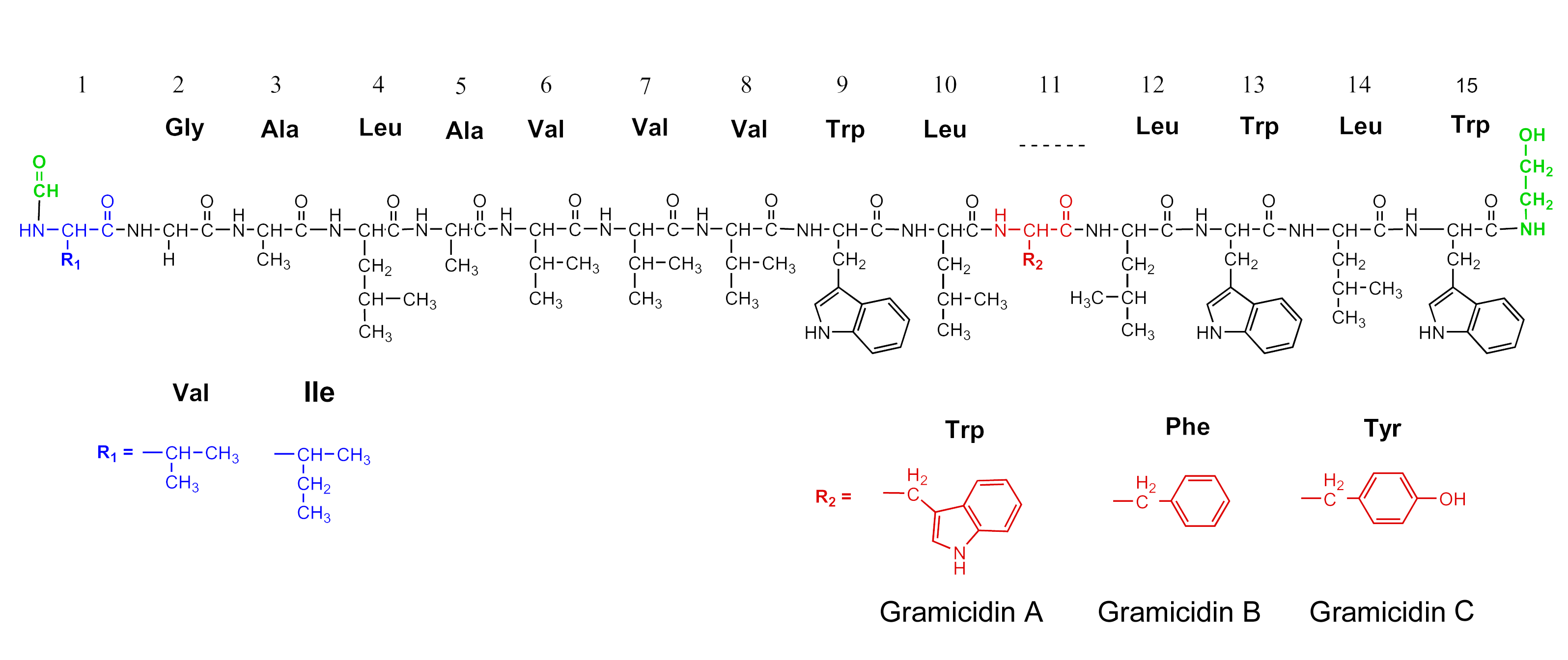
ساختار گرمیسیدین B, A و C